# چرنوی
چرنوی (به انگلیسی: Chernoi) یک فرودگاه نظامی است که یک باند فرود علامت سؤال دارد و طول باند آن ۱۰۰۰ متر است. این فرودگاه در شهر مسکو کشور روسیه قرار دارد و در ارتفاع ۱۳۷ متری از سطح دریا واقع شده‌است.